# Ahed Joughili
Ahed Joughili (ar. احد جغيلي; ur. 10 października 1984 roku w Hamie) – syryjski sztangista, uczestnik letnich igrzysk w Pekinie i Londynie. Chorąży reprezentacji olimpijskiej z 2008 roku. Medalista imprez kontynentalnych.

## Życiorys

### Początki
Treningi rozpoczął w wieku 16 lat, w 2000 roku. Niedługo później osiągnął należytą formę i był wysyłany na zawody.

### Dalsze sukcesy
Na igrzyskach solidarności islamskiej w 2005 roku zdobył brąz w kategorii do 105 kg. Rok później, 2006 roku na igrzyskach azjatyckich w Doha zdobył złoto w podrzucie w kategorii do 105 kg. Był to jego pierwszy złoty medal w karierze. Uczestniczył w igrzyskach panarabskich.

### Igrzyska śródziemnomorskie
Sześciokrotnie zostawał medalistą igrzysk śródziemnomorskich. Dwukrotnie zdobył złoto (w Pescarze w 2009 roku, za podrzut i dwubój), trzykrotnie srebro (w Mersin w 2013 roku za podrzut i dwubój oraz z Almerii w 2005 roku za dwubój) i raz brąz (w Almerii za podrzut).

### Igrzyska olimpijskie
W Pekinie w 2008 roku, jako chorąży, niósł flagę narodową na Paradzie Narodów na otwarcie Igrzysk. Startował w swojej konkurencji wagowej – do 105 kg. Podniósł łącznie 386 kg (170 w podrzucie i 216 w rwaniu), co dało mu 12. miejsce.
Cztery lata później, w Londynie w 2012 roku, ponownie wystartował w kategorii do 105 kg. Podniósł łącznie 398 kg i uplasował się na wysokim, szóstym miejscu.

## Życie prywatne
Jego ojciec jest rolnikiem. Jouhhili ma dwie córki.